# Nowy Przylep
Nowy Przylep (niem. Neu Prilipp) – wieś w Polsce położona w województwie zachodniopomorskim, w powiecie pyrzyckim, w gminie Warnice.
W latach 1975–1998 miejscowość administracyjnie należała do województwa szczecińskiego.